# Warman (Saskatchewan)
Warman est une ville de la Saskatchewan au Canada. Elle a été fondée en 1904.

## Démographie
| 1971 | 1976  | 1981  | 1986  |
| ---- | ----- | ----- | ----- |
| 781  | 1 117 | 2 076 | 2 455 |

| 1991  | 1996  | 2001  | 2006  |
| ----- | ----- | ----- | ----- |
| 2 644 | 2 839 | 3 481 | 4 764 |

| 2011  | 2016   | 2021   | - |
| ----- | ------ | ------ | - |
| 7 104 | 11 020 | 12 419 | - |

## Administration
La ville a le statut de cité depuis 2012.
|  | 2006-2022     | 2020-2028       |
|  | ------------- | --------------- |
|  | Sheryl Spence | Gary Philipchuk |
|  | [ 8 ]         | ,               |